# Drum național 5
Der Drum național 5 (rumänisch für „Nationalstraße 5“, kurz DN5) ist eine Nationalstraße in Rumänien.

## Verlauf
Die durchgehend vierstreifig ausgebaute Straße beginnt in der Hauptstadt Bukarest am Universitätsplatz und verläuft in südwestlicher Richtung, indem sie den Ringautobahn von Bukarest überquert. Im weiteren Verlauf ist sie zugleich Europastraße 70 und Europastraße 85, führt nach Adunații-Copăceni (mit autobahnartig ausgebauter Umgehung), und erreicht bei Giurgiu, wo die donauaufwärts führende Drum național 5C abzweigt, die von der Donau gebildete rumänisch-bulgarische Grenze, die sie auf der 1954 eröffneten, mautpflichtigen Giurgiu-Russe-Freundschaftsbrücke überquert. In der bulgarischen Grenzstadt Russe teilen sich die Europastraßen 70 und 85 auf (bulgarische Fernstraßen I-2 und I-5).
Die Länge der Straße beträgt 67 Kilometer.